# North American Aviation
North American Aviation, Inc. byl americký letecký výrobce založený v roce 1928 Clementem Keysem. V roce 1967 se sloučil s firmou Rockwell-Standard Corporation čímž vznikla společnost North American Rockwell Corporation. Během zhruba 40 let své existence firma vytvořila mnoho známých modelů jako například: T-6 Texan, P-51 Mustang, B-25 Mitchell, F-86 Sabre nebo také pokusný raketoplán X-15. V roce 1996 byla již sloučená firma i s divizí původní North American Aviation prodána společnosti Boeing.

## Modely

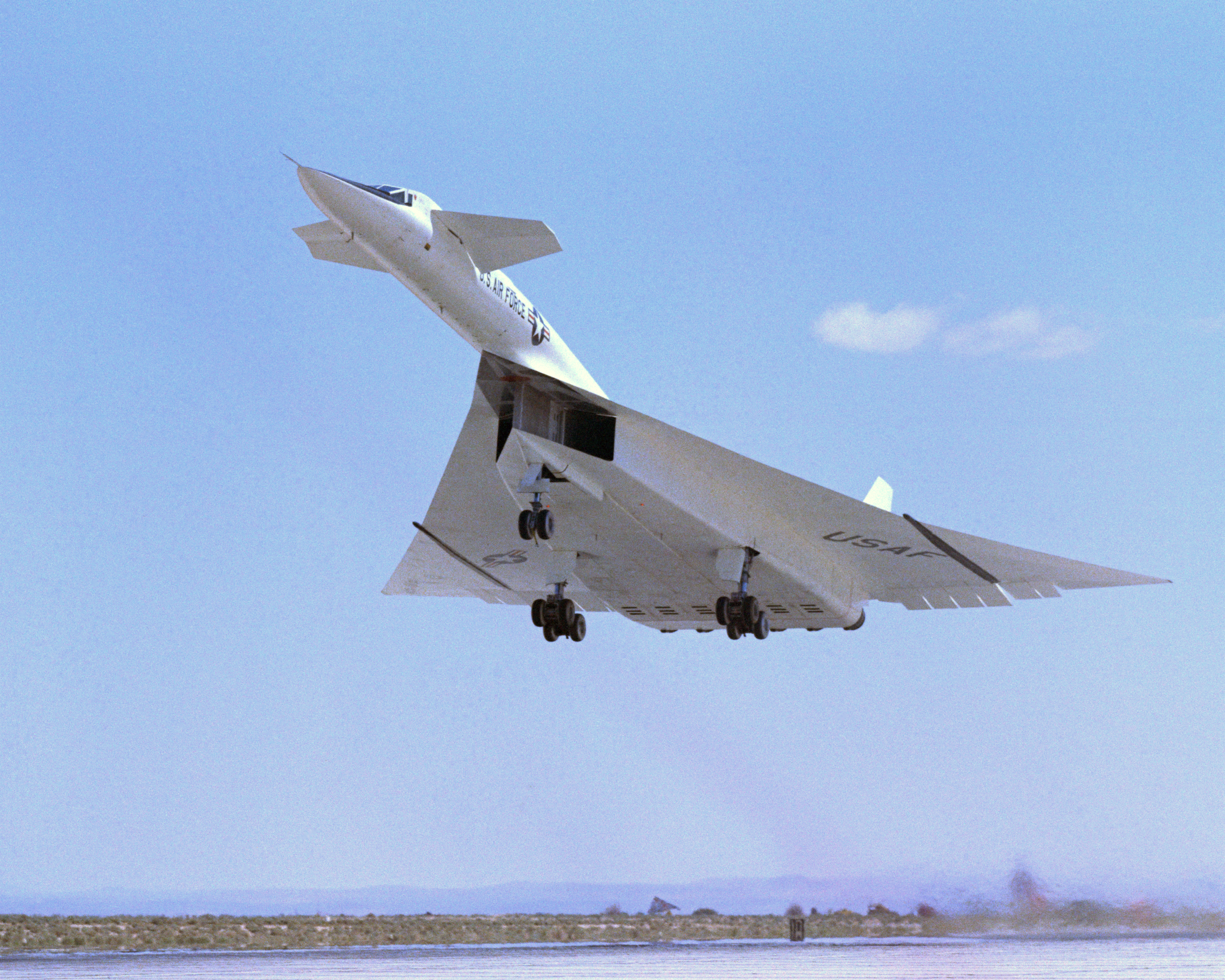
Valkyrie

- P-51 Mustang
- P-82 Twin Mustang
- B-25 Mitchell
- F-86 Sabre
- F-100 Super Sabre
- YF-107 Ultra Sabre
- T-6 Texan
- L-17 Navion
- T-28 Trojan
- T-2 Buckeye
- XB-21
- O-47
- BT-9
- A-36 "Apache"
- XB-28 Dragon
- AJ Savage
- P-64
- T-39 Sabreliner
- B-45 Tornado
- FJ-1 Fury
- FJ-2 a FJ-3 Fury
- FJ-4 Fury
- YF-93A
- X-10
- A-5 Vigilante
- XF-108 Rapier
- OV-10 Bronco
- X-15
- XB-70 Valkyrie